# Deborah Henson-Conant
Deborah Henson-Conant (Stockton (Califórnia), 11 de Novembro de 1953) é uma harpista estadunidense.
Além de musicista, ela é curadora do Museu da Comida Queimada (Burnt Food Museum), em Arlington, Massachusetts.

## Biografia
- Em 2007, seu álbum "Invention & Alchemy" foi indicado ao Grammy (categoria: "Best Classical Crossover Album")[2].
- Em 2012, ela participou do CD e da turnê The Story of Light, do guitarrista virtuoso estadunidense Steve Vai[3]

## Discografia
- 1985 - Songs My Mother Sang
- 1989 - On The Rise
- 1990 - Caught in the Act
- 1991 - Talking Hands
- 1992 - Budapest
- 1993 - Round the Corner
- 1994 - Naked Music
- 1995 - The Gift
- 1995 - Just For You
- 1998 - The Celtic Album
- 1998 - Altered Ego
- 2000 - The Frog Princess
- 2004 - Artists Proof Ltd Edition Version 2.1
- 2006 - Invention & Alchemy (DVD e CD)

### ComSteve Vai
- 2012 - The Story of Light

### Participação em outros Projetos
- New Age Music & New Sounds Vol. 67 - canção "Liberty"

## Prêmios e Indicações

### Álbuns
| Ano  | Álbum                          | Indicação                                       | Resultado | Observação | Ref.  |
| ---- | ------------------------------ | ----------------------------------------------- | --------- | ---------- | ----- |
| 2007 | Invention & Alchemy (DVD & CD) | Grammy Awards: "Best Classical Crossover Album" | Indicado  |            | [ 4 ] |

## Museu da Comida Queimada
A ideia da criação do Museu da Comida Queimada (Burnt Food Museum) surgiu numa noite fria de 1989, enquanto a Deborah preparava uma sidra de maçã. Deborah esqueceu o fogo ligado e permaneceu ao telefone por duas horas. Após sentir o cheiro, correu à cozinha e se deparou com uma coluna de espuma que lembrava “um meteorito ou um pedaço de concreto” que saía da panela. Segundo ela, “foi um visual impressionante, então decidi deixá-lo numa prateleira”. A panela com o desastre culinário tornou-se o primeiro item em exibição.
O museu aceita doações. porém, não são aceitas peças queimadas de forma intencional.